# Cridersville
Cridersville és una població dels Estats Units a l'estat d'Ohio. Segons el cens del 2000 tenia 1.817 habitants.

## Demografia
Segons el cens del 2000, Cridersville tenia 1.817 habitants, 732 habitatges, i 508 famílies. La densitat de població era de 770,9 habitants/km².
Dels 732 habitatges en un 32,8% hi vivien nens de menys de 18 anys, en un 53,4% hi vivien parelles casades, en un 12,7% dones solteres, i en un 30,6% no eren unitats familiars. En el 27,7% dels habitatges hi vivien persones soles el 13,3% de les quals corresponia a persones de 65 anys o més que vivien soles. El nombre mitjà de persones vivint en cada habitatge era de 2,43 i el nombre mitjà de persones que vivien en cada família era de 2,94.
Per edats la població es repartia de la següent manera: un 27,1% tenia menys de 18 anys, un 8% entre 18 i 24, un 25,6% entre 25 i 44, un 21,8% de 45 a 60 i un 17,5% 65 anys o més.
L'edat mediana era de 37 anys. Per cada 100 dones de 18 o més anys hi havia 78,6 homes.
La renda mediana per habitatge era de 32.113 $ i la renda mediana per família de 36.653 $. Els homes tenien una renda mediana de 32.337 $ mentre que les dones 21.902 $. La renda per capita de la població era de 15.768 $. Aproximadament el 10,5% de les famílies i el 12,3% de la població estaven per davall del llindar de pobresa.

## Poblacions més properes
El següent diagrama mostra les poblacions més properes.